# Пагава Мемед Емінович
Мемед Емінович Пагава (1907, село Короліставі Батумського округу, тепер Хелвачаурський муніципалітет, Аджарія, Грузія — ?) — грузинський радянський діяч, начальник установки Батумського нафтопереробного заводу імені Сталіна Аджарської АРСР. Депутат Верховної Ради СРСР 5-го скликання.

## Життєпис
У 1923—1928 роках — курсант Батумської обласної радпартшколи Аджарської АРСР.
З 1928 по 1930 рік служив у залізничній охороні в місті Батумі.
У 1930—1938 роках — кочегар, сплавник нафти, оператор установки в одному із цехів, інструктор із впровадження передових методів праці, заступник начальника установки Батумського нафтоперегонного заводу імені Сталіна Аджарської АРСР.
Член ВКП(б) з 1937 року.
У 1938—1941 роках — студент Азербайджанської промислової академії в місті Баку, навчання не закінчив.
З 1941 року — начальник установки Батумського нафтопереробного заводу імені Сталіна Аджарської АРСР.
Подальша доля невідома.

## Нагороди і звання
- орден Трудового Червоного Прапора
- орден «Знак Пошани» (22.03.1936)
- медаль «За доблесну працю у Великій Вітчизняній війні 1941—1945 рр.» (1945)
- медалі